# Rhodochlora bricenoi
Rhodochlora bricenoi là một loài bướm đêm trong họ Geometridae.